# Leuctra holzschuhi
Leuctra holzschuhi is een steenvlieg uit de familie naaldsteenvliegen (Leuctridae). De wetenschappelijke naam van de soort is voor het eerst geldig gepubliceerd in 1976 door Theischinger.